# Аль-Файсалі (Амман)
Спортивний клуб «Аль-Файсалі» або «Аль-Файсалі» (араб. نادي الفيصلي الرياضي) — йорданський футбольний клуб із міста Амман, який виступає в Про-лізі. Один з найуспішніших футбольних клубів в історії йорданського футболу, має 74 трофеї, також один з найучпішніших клубів усього регіону, переможець йорданських футбольних турнірів, Прем'єр-ліги, Кубку Футбольної Асоціації, Кубок Щита Футбольної Асоціації, Суперкубку Йорданії, а також Кубку АФК. Зараз одним з найпринциповіших суперників клубу є Аль-Вегдат, який утворили палестинські біженці в своєму таборі в Аммані, також вигравав багато національних трофеїв, як і їх принциповий суперник «Аль-Файсалі».

## Історія
З моменту свого заснування, в 1932 році, й дотепер клубом керує сім'я Аль-Одван, президент клубу Аль-Шейх Султан Аль-Одван, колишній гравець клубу та збірної Йорданії, а також колишній президент Йорданської Футбольної Асоціації.

### Йорданське дербі
Йорданське дербі — традиційне протистояння двох найтитулованіших футбольних клубів Йорданії, «Аль-Файсалі» (Амман) та «Аль-Вахдату», цей матч викликає дуже великий інтерес спортивної громадськості в країні та в усьому арабському світі, це протистояння є дуже напруженим та має тривалу історію, яка починається з 1969 року:
| # | Турнір                 | Перемоги Аль-Файсалі | Перемоги Аль-Вахдат | Нічиї | Сума | Голи Аль-Файсалі | Голи Аль-Вехдат |
| - | ---------------------- | -------------------- | ------------------- | ----- | ---- | ---------------- | --------------- |
| 1 | Прем'єр-ліга Йорданії  | 27                   | 28                  | 24    | 79   | 70               | 76              |
| 2 | Кубок ФА Йорданії      | 7                    | 8                   | 6     | 21   | 36               | 37              |
| 3 | Кубок Щита ФА Йорданії | 9                    | 5                   | 3     | 17   | 30               | 24              |
| 4 | Суперкубок Йорданії    | 5                    | 5                   | 2     | 12   | 13               | 13              |
| 5 | Кубок АФК              | 2                    | 0                   | 2     | 4    | 5                | 3               |
| 6 | Загалом                | 50                   | 46                  | 37    | 133  | 154              | 153             |

## Досягнення
- Про-Ліга
  -  Чемпіон (35): 1944, 1945, 1959, 1960, 1961, 1962, 1963, 1964, 1965, 1966, 1971, 1972, 1973, 1974, 1975, 1977, 1978, 1984, 1986, 1987, 1989, 1990, 1991, 1993, 1994, 2000, 2001, 2002, 2003, 2004, 2010, 2012, 2017, 2019, 2022

- Кубок ФА Йорданії
  -  Володар (21): 1980, 1981, 1983, 1988, 1990, 1992, 1993, 1994, 1995, 1998, 1999, 2001, 2003, 2004, 2005, 2008, 2012, 2015, 2017, 2019, 2021

- Кубок Щита ФА Йорданії
  -  Володар (9): 1987/88, 1991/92, 1992/93, 1997/98, 2000/01, 2007/08, 2011/12, 2022, 2023

- Суперкубок Йорданії
  -  Володар (17): 1981, 1982, 1984, 1986, 1987, 1991, 1993, 1994, 1995, 1996, 2002, 2004, 2006, 2012, 2015, 2017, 2020

- Кубок АФК
  -  Володар (2): 2005, 2006

## Статистика виступів на континентальних турнірах
| Сезон   | Змагання                    | Раунд                            | Клуб                 | Вдома | На виїзді | Сума           |
| ------- | --------------------------- | -------------------------------- | -------------------- | ----- | --------- | -------------- |
| 1990/91 | Кубок володарів кубків Азії | Перший раунд                     | Аль-Ансар            | т.п.  |           |                |
| 1990/91 | Кубок володарів кубків Азії | Другий раунд                     | Аш-Шабаб             | 0–1   | 0–1       | 0–2            |
| 1994/95 | Кубок володарів кубків Азії | Перший раунд                     | Аль-Тілал            | т.п.  |           |                |
| 2002/03 | Ліга чемпіонів АФК          | 2-ий кваліфікаційний раунд-Захід | Аль-Ансар            | 3–0   | 0–1       | 3–1            |
| 2002/03 | Ліга чемпіонів АФК          | 3-ій кваліфікаційний раунд-Захі  | Естеґлал             | 0–1   | 0–2       | 0–3            |
| 2005    | Кубок АФК                   | Груповий етап                    | Небітчі (Балканабат) | 1–1   | 3–3       | 1-ше           |
| 2005    | Кубок АФК                   | Груповий етап                    | Іст Бенгал           | 5–0   | 1–0       |                |
| 2005    | Кубок АФК                   | Груповий етап                    | Мухтіджодда Сангсад  | 2–1   | 3–0       |                |
| 2005    | Кубок АФК                   | 1/4 фіналу                       | Тампінс Роверс       | 1–0   | 1–0       | 2–0            |
| 2005    | Кубок АФК                   | 1/2 фіналу                       | Нью-Радіант          | 4–1   | 1–1       | 5–2            |
| 2005    | Кубок АФК                   | Фінал                            | «Неджмех» (Бейрут)   | 1–0   | 3–2       | 4–2            |
| 2006    | Кубок АФК                   | Груповий етап                    | МТТУ                 | 4–3   | 1–1       | 1-ше           |
| 2006    | Кубок АФК                   | Груповий етап                    | «Неджмех» (Бейрут)   | 2–0   | 1–2       |                |
| 2006    | Кубок АФК                   | 1/4 фіналу                       | Сан Хей              | 1–1   | 1–1       | 2–2 (5–4 пен.) |
| 2006    | Кубок АФК                   | 1/2 фіналу                       | Аль-Вахдат           | 1–0   | 1–1       | 2–1            |
| 2006    | Кубок АФК                   | Final                            | Аль-Мухаррак         | 3–0   | 2–4       | 5–4            |
| 2007    | Кубок АФК                   | Груповий етап                    | Дофар                | 2–1   | 0–1       | 1-ше           |
| 2007    | Кубок АФК                   | Груповий етап                    | Аль-Ансар (Бейрут)   | 1–1   | 0–2       |                |
| 2007    | Кубок АФК                   | Груповий етап                    | Небітчі (Балканабат) | 2–0   | 0–0       |                |
| 2007    | Кубок АФК                   | 1/4 фіналу                       | Тампінс Роверс       | 5–2   | 2–1       | 7–3            |
| 2007    | Кубок АФК                   | 1/2 фіналу                       | Аль-Вахдат           | 1–1   | 2–1       | 3–2            |
| 2007    | Кубок АФК                   | Фінал                            | Шабаб Аль-Ордон      | 0–1   | 1–1       | 1–2            |
| 2009    | Кубок АФК                   | Груповий етап                    | Аль-Маджд            | 1–2   | 3–4       | 4-те           |
| 2009    | Кубок АФК                   | Груповий етап                    | Демпо                | 3–4   | 1–3       |                |
| 2009    | Кубок АФК                   | Груповий етап                    | Аль-Мухаррак         | 3–2   | 0–0       |                |
| 2011    | Кубок АФК                   | Груповий етап                    | Дахук                | 0–0   | 2–4       | 2-ге           |
| 2011    | Кубок АФК                   | Груповий етап                    | Аль-Джаїш            | 2–0   | 1–1       |                |
| 2011    | Кубок АФК                   | Груповий етап                    | Аль-Наср (Кувейт)    | 2–1   | 1–0       |                |
| 2011    | Кубок АФК                   | 1/8 фіналу                       | Насаф                | 1–2   |           |                |
| 2012    | Кубок АФК                   | Груповий етап                    | Аль-Кадісія          | 1–1   | 2–1       | 3-тє           |
| 2012    | Кубок АФК                   | Груповий етап                    | Ас-Сувейк            | 2–3   | 0–0       |                |
| 2012    | Кубок АФК                   | Груповий етап                    | Аль-Іттіхад          | 1–1   | 4–1       |                |
| 2013    | Кубок АФК                   | Груповий етап                    | Дахук                | 1–0   | 1–0       | 1-ше           |
| 2013    | Кубок АФК                   | Груповий етап                    | Дофар                | 2–3   | 1–1       |                |
| 2013    | Кубок АФК                   | Груповий етап                    | Шааб Ібб             | 2–1   | 2–0       |                |
| 2013    | Кубок АФК                   | 1/8 фіналу                       | Аль-Ріффа            | 3–1   |           |                |
| 2013    | Кубок АФК                   | 1/4 фіналу                       | Кітчі                | 2–1   | 2–1       | 4–2            |
| 2013    | Кубок АФК                   | 1/4 фіналу                       | Аль-Кадісія          | 0–1   | 1–2       | 2–1            |
| 2016    | Кубок АФК                   | Груповий етап                    | Нафт Аль-Васат       | 2–1   | 0-1       | 2-ге           |
| 2016    | Кубок АФК                   | Груповий етап                    | Істіклол             | 0-0   | 4–2       |                |
| 2016    | Кубок АФК                   | Груповий етап                    | СК «Триполі»         | 3-1   | 1-1       |                |
| 2016    | Кубок АФК                   | 1/8 фіналу                       | Аль-Мухаррак         | 0–1   |           |                |

## Уболівальники
Головними фанами клубу «Аль-Файсалі» (Амман) зараз є Мазін Аль-Бінні та Халед Аль-Закраві.

### Футбольне хуліганство
За останні роки неодноразово спалахували Сутички між уболівальниками та фанами конкуруючих топ-клубів Йорданії, Аль-Файсалі й Аль-Вахдат, останній з яких також має табір палестинських біженців в Аммані. Ці заворушення також розглядаються як протистояння між палестинськими фанами «Вахдату» та йорданськими уболівальниками Аль-Файсалі.

## Спонсори та постачальники

### Офіційний спонсор
- Zain

### Постачальники форми
- Umbro
- Adidas
- Diadora
- Jako
- Uhlsport
- Puma
- Hattrick

## Відомі президенти
| Ім'я                             | З    | До             |
| -------------------------------- | ---- | -------------- |
| Фаваз Аль-Шаріф                  | 1932 | 1935           |
| Доктор Касім Аль-Мальхас         | 1935 | 1953           |
| Даула Сулейман Аль-Набульсі      | 1953 | 1956           |
| Нассер Ібн Джаміль               | 1956 | 1970           |
| Аль-Шейх Султан Маджед Аль-Одван | 1970 | 1978           |
| Аль-Шейх Мостафа Аль-Одван       | 1978 | 1992           |
| Аль-Шейх Султан Аль-Одван        | 1992 | 2008           |
| Аль-Сеєд Бакр Аль-Одван          | 2008 |                |
| Аль-Шейх Султан Аль-Одван        | 2008 | теперішній час |

## Відомі тренери
| - Рашад Аль-Муфті (1944–54) - Шахада Муса (1954–70) - Мохаммад Авад (1972–87) - Матхар Аль-Саїд (1981–85) - Ахмед Хассан (1985–86) - Аднан Массуд (1986) - Мохаммад Авад (1986–87) - Матхар Аль-Саїд (1987–89) - Аднан Массуд (1990) - Матхар Аль-Саїд (1990–97) | - Ніхад Аль-Сукар (1997–98) - Мохаммад Аль-Ямані (1998) - Халід Авад (1998–05) - Бранко Смілянич (2003–06) - Аднан Хамад (2006–08) - Алаа Набіл (2008) - Нізар Махруз (2008–09) - Таер Джассам (2009) - Матхар Аль-Саїд (2009–10) - Акрам Ахмед Сальман (2010) | - Мохаммад Аль-Ямані (2010–11) - Ратеб Аль-Авад (2011) - Таер Джассам (2011–12) - Матар Аль-Саїд (2012) - Ратеб Аль-Авад (2012) - Валеріу Тіта (2012–13) - Айман Хакім & Ферас Аль-Халайлех (2013) - Алі Комайх (2013) - Ферас Аль-Халайлех & Могаммад Аль-Ямані (2013–14) - Мохамед Азіма (2014–) |